# Prodegeeria gracilis
Prodegeeria gracilis là một loài ruồi trong họ Tachinidae.